# Kegeliella atropilosa
Kegeliella atropilosa là một loài thực vật có hoa trong họ Lan. Loài này được L.O.Williams & A.H.Heller mô tả khoa học đầu tiên năm 1964.